# Громович Юрій Володимирович
Ю́рій Володи́мирович Громо́вич (1983—2019) — солдат ЗСУ, учасник російсько-української війни.

## Життєпис
Народився 1983 року у місті Харків (Немишлянський район). Ще в дитинстві мріяв стати військовим. Закінчив Українську інженерно-педагогічну академію. Працював на заводах — зокрема токарем на заводі ФЕД.
У часі війни — солдат, в 2014—2015 роках проходив службу за мобілізацією (третя хвиля). Воював побіля Трьохізбенки та Щастя.
29 березня 2019 року вступив на військову службу за контрактом; стрілець-помічник гранатометника механізованого батальйону 92-ї бригади.
15 жовтня 2019-го загинув від кулі снайпера — вистрілили тоді, коли боєць глянув у бійницю. Перший постріл потрапив у залізний щит, другий — у нього. Сталося це приблизно в 11:50 під час обстрілу позиції поблизу Авдіївки; куля влучила у шию та вийшла через грудну клітку. Був вчасно евакуйований — вже за кілька хвилин перебував у санітарній машині, але поранення виявилось несумісним з життям.
18 жовтня 2019 року похований на Алеї слави кладовища № 18 (Безлюдівське) міста Харкова.
Без Юрія лишилися батько, мама Людмила Михайлівна, дві сестри, дружина Євгенія та син 2013 р.н. — того року пішов у перший клас.

## Нагороди та вшанування
- Указом Президента України № 897/2019 від 11 грудня 2019 року за «особисті заслуги у зміцненні обороноздатності Української держави, мужність і самовіддані дії, виявлені у захисті державного суверенітету та територіальної цілісності України, зразкове виконання військового обов'язку» нагороджений орденом За мужність III ступеня (посмертно)[5].